# هکتور وردس
هکتور وردس (انگلیسی: Héctor Verdés؛ زادهٔ ۲۴ ژوئن ۱۹۸۴) بازیکن فوتبال اهل اسپانیا است.
از باشگاه‌هایی که در آن بازی کرده‌است می‌توان به باشگاه فوتبال رئال اویدو، باشگاه فوتبال آلکورکون، باشگاه فوتبال الچه، باشگاه فوتبال بارسلونا بی، باشگاه فوتبال خرز، و باشگاه فوتبال بارسلونا اشاره کرد.